# Peter Hall (regatista)
Peter Hall (1949) es un deportista canadiense que compitió en vela en la clase Soling.
Ganó siete medallas en el Campeonato Mundial de Soling entre los años 2006 y 2023, y cuatro medallas en el Campeonato Europeo de Soling entre los años 2014 y 2024.

## Palmarés internacional
| Campeonato Mundial | Campeonato Mundial           | Campeonato Mundial | Campeonato Mundial |
| Año                | Lugar                        | Medalla            | Clase              |
| ------------------ | ---------------------------- | ------------------ | ------------------ |
| 2006               | Annapolis (Estados Unidos)   | Medalla de plata   | Soling             |
| 2009               | Toronto (Canadá)             | Medalla de bronce  | Soling             |
| 2011               | Prien am Chiemsee (Alemania) | Medalla de oro     | Soling             |
| 2012               | Milwaukee (Estados Unidos)   | Medalla de oro     | Soling             |
| 2013               | Balatonfüred (Hungría)       | Medalla de plata   | Soling             |
| 2014               | Punta del Este (Uruguay)     | Medalla de oro     | Soling             |
| 2023               | Milwaukee (Estados Unidos)   | Medalla de bronce  | Soling             |
| Campeonato Europeo |                              |                    |                    |
| Año                | Lugar                        | Medalla            | Clase              |
| 2014               | Quiberon (Francia)           | Medalla de plata   | Soling             |
| 2016               | Traunsee (Austria)           | Medalla de bronce  | Soling             |
| 2023               | Warnemünde (Alemania)        | Medalla de bronce  | Soling             |
| 2024               | La Baule (Francia)           | Medalla de bronce  | Soling             |

1. ↑  En algunas ediciones del Campeonato Europeo se permitió la participación de regatistas de otros continentes.